# Rubroboletus
Rubroboletus (Kuan Zhao și Zhu-Liang Yang, 2014) este un gen de ciuperci al încrengăturii Basidiomycota și ordinului Boletales  din familia Boletaceae, cunoscut și el în popor sub denumirea hribi sau mânătărci. Cuprinde actual 15 specii global (multe din ele trăind și în Europa) preponderent otrăvitoare care coabitează, fiind simbionți micoriza (formează micorize pe rădăcinile arborilor). Cel mai cunoscut reprezentant este Rubroboletus satanas (hribul dracului), iar specia Rubroboletus sinicus este recunoscută ca specie tip.

## Taxonomie
Numele generic Rubroboletus a fost determinat de micologii chinezi Kuan Zhao și Zhu-Liang Yang, de verificat în volumul 188 al jurnalul științific Phytotaxa din 2014, mai departe ei au hotărât tot acolo ciuperca Rubroboletus sinicus drept tip de specie. fiind, de asemenea, numele curent variabil (2020). 
Numele generic este derivat din cuvintele latine  (latină ruber=înroșit, roșu, vopsit roșu) și (latină boletus=ciupercă comestibilă) (care decurge la rândul său de la cuvântul din limba greacă antică bolitos (greacă βωλίτης), ce înseamnă „ciuperci de pe pământ”,) datorită aspectului pe exterior precum al sporilor.

## Morfologie

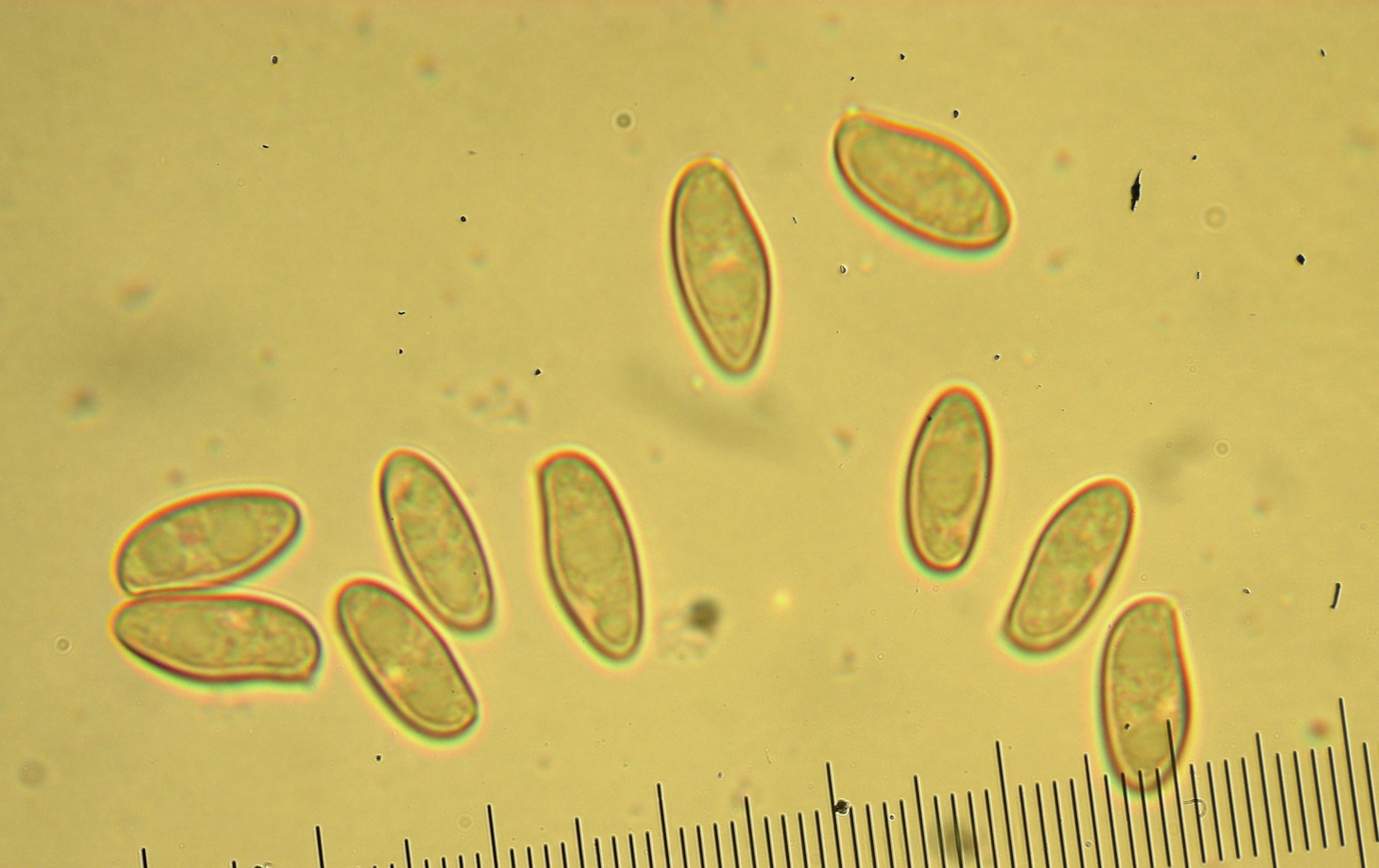
R. eastwoodiae, spori

Bazând pre lucrarea lui Kuan Zhao, Gang Wu și Zhu-Liang Yang, următoarele caracteristici au fost constatate:
- Macroscopic, Rubroboletus diferă de genurile rămase în Boletaceae prin combinația unei suprafețe a cuticulei roșiatice (dar uneori aproape albicioase, de exemplu la Rubroboletus satanas) cu o suprafață portocaliu-roșie până la roșu sângerie a himenoforului, tuburi galbene până verzui-măslinii, pe fundalul galben al piciorului reticule sau pete roz până la roșu sau purpuriu, carne gălbuie precum schimbarea culorii ei în albăstrui când este lezată.
- Microscopic are spori de la slab elipsoidali până la fusiformi, netezi, cu pereți destul de groși, neamiloizi (nu se decolorează cu reactivi de iod), cu o pulbere roșiatică până brun-măslinie. La pileocistidele (elemente sterile de pe suprafața pălăriei), capetele hifelor exterioare trichoderme (perpendiculare pe suprafața pălăriei) sunt întrețesute, uneori gelatinoase. Cheilocistidele (elemente sterile situate pe muchia lamelor) și Pleurocistidele (elemente sterile situate în himenul de pe fețele lamelor) au pereți subțiri, având forma de sticlă. Fibule pe septe lipsesc. Analizele filogenetice bazează pe cinci markeri genetici (ITS, nrLSU, tef1-alfa, rpb1 și rpb2).

## Specii ale genului
Următoarele specii au fost alăturate genului (din Europa=E):
| - Rubroboletus demonensis, E Vasquez, Simonini, Svetasheva, Miksik & Vizzini (2017) - Rubroboletus dupainii, E (Boud.) K. Zhao & Z.L.Yang (2014) - Rubroboletus eastwoodiae (Murrill) D.Arora, C.F.Schwarz & J.L.Frank (2015) - Rubroboletus esculentus K.Zhao, H. M. Zhao (2017) - Rubroboletus haematinus (Halling) D.Arora & J.L.Frank (2015) - Rubroboletus latisporus K.Zhao & Z.L.Yang (2014) - Rubroboletus legaliae, E (Pilát & Dermek) Della Maggiora & Trassinelli (2015) - Rubroboletus lupinus, E (Fr.) Costanzo, Gelardi, Simonini & Vizzini (2015) | - Rubroboletus pulcherrimus (Thiers & Halling) D.Arora, N.Siegel & J.L.Frank (2015) - Rubroboletus pulchrotinctus, E (Alessio) K.Zhao & Z.L.Yang (2014) - Rubroboletus rhodosanguineus, E (Both) K.Zhao & Z.L.Yang (2014) - Rubroboletus rhodoxanthus, E (Krombh.) K.Zhao & Z.L.Yang (2014) - Rubroboletus rubrosanguineus, E (Cheype) K.Zhao & Z.L.Yang (2014) - Rubroboletus satanas, E (Lenz) K.Zhao & Z.L.Yang (2014) - Rubroboletus sinicus (W.F.Chiu) K.Zhao & Z.L.Yang (2014) |

## Speciile ale genului în imagini  (selecție)

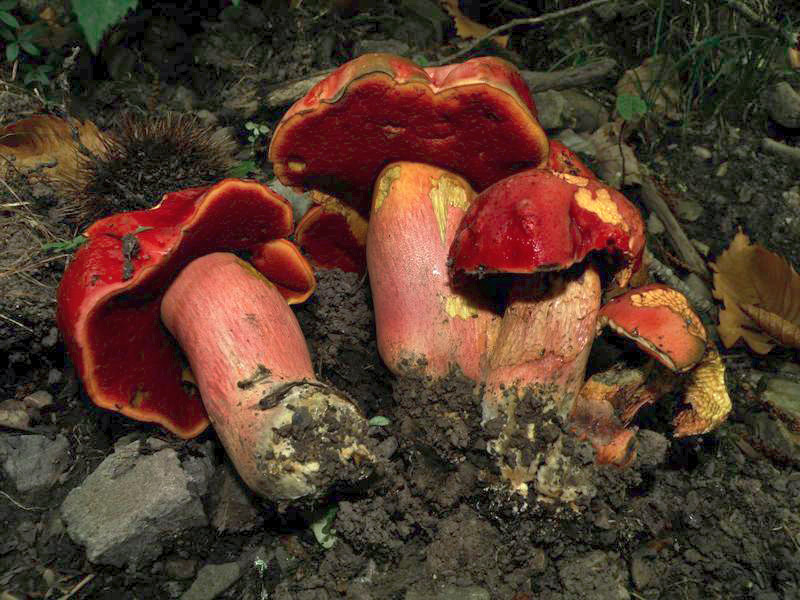
Boletus dupainii
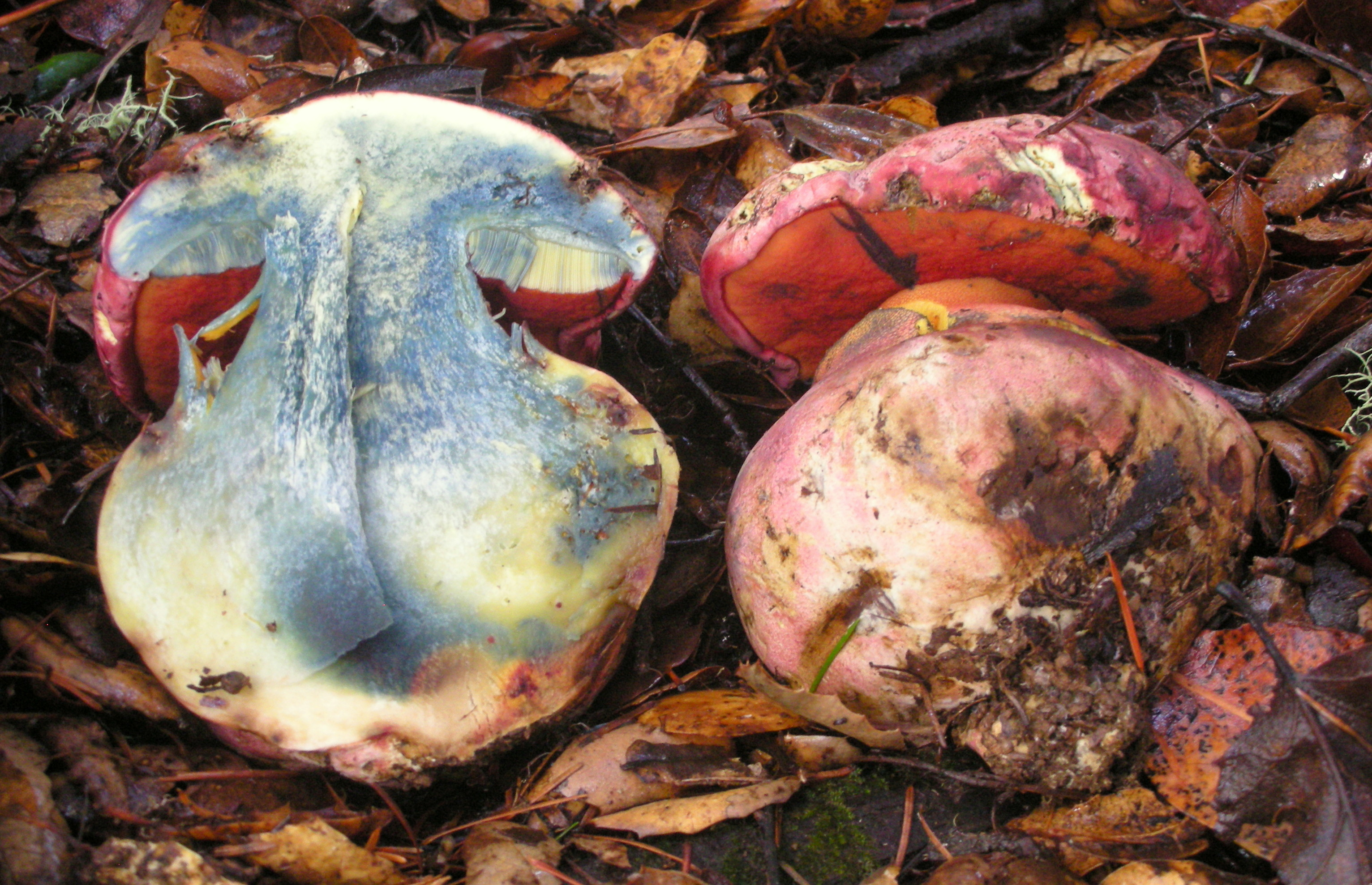
R. eastwoodiae
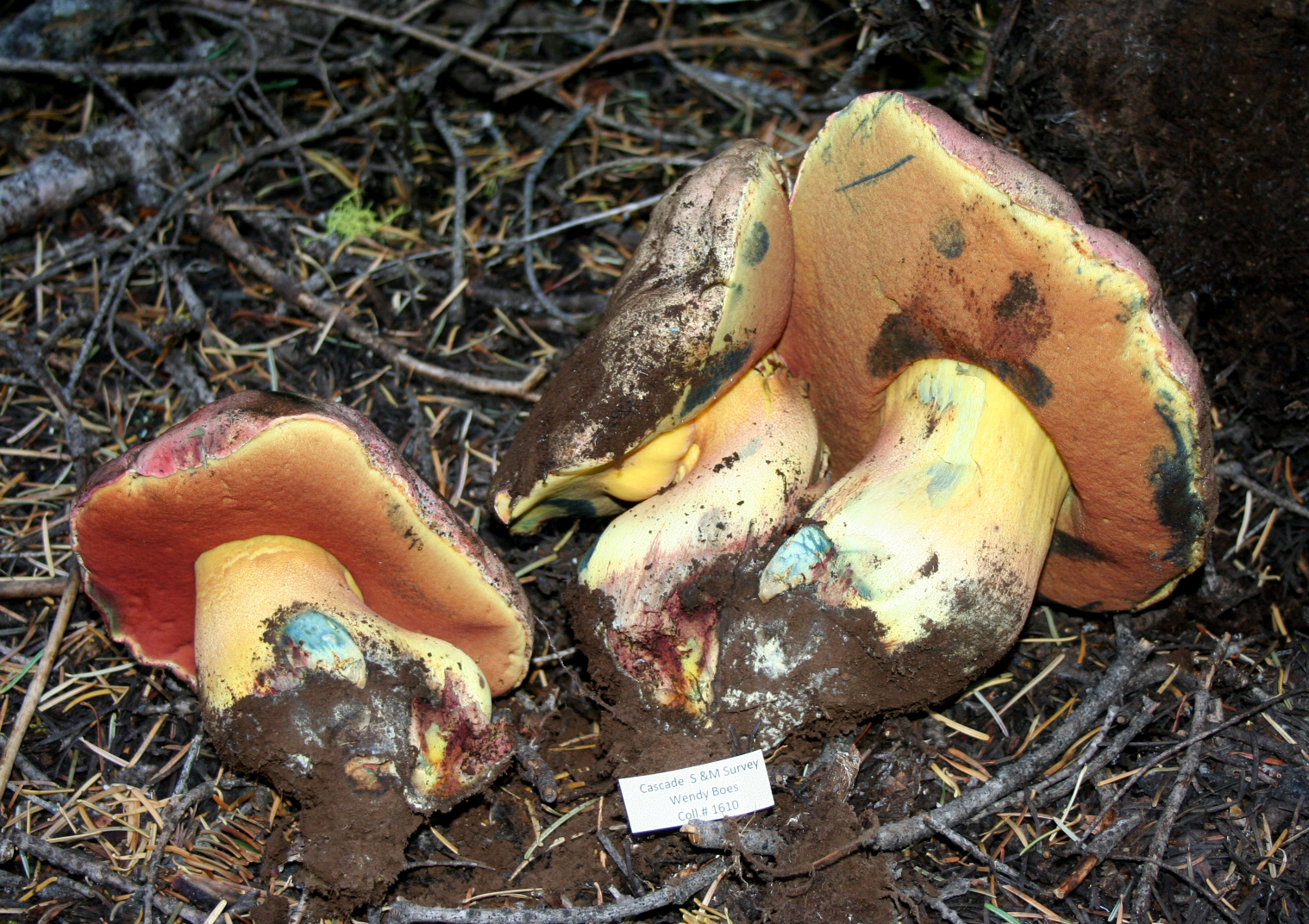
R. haematinus
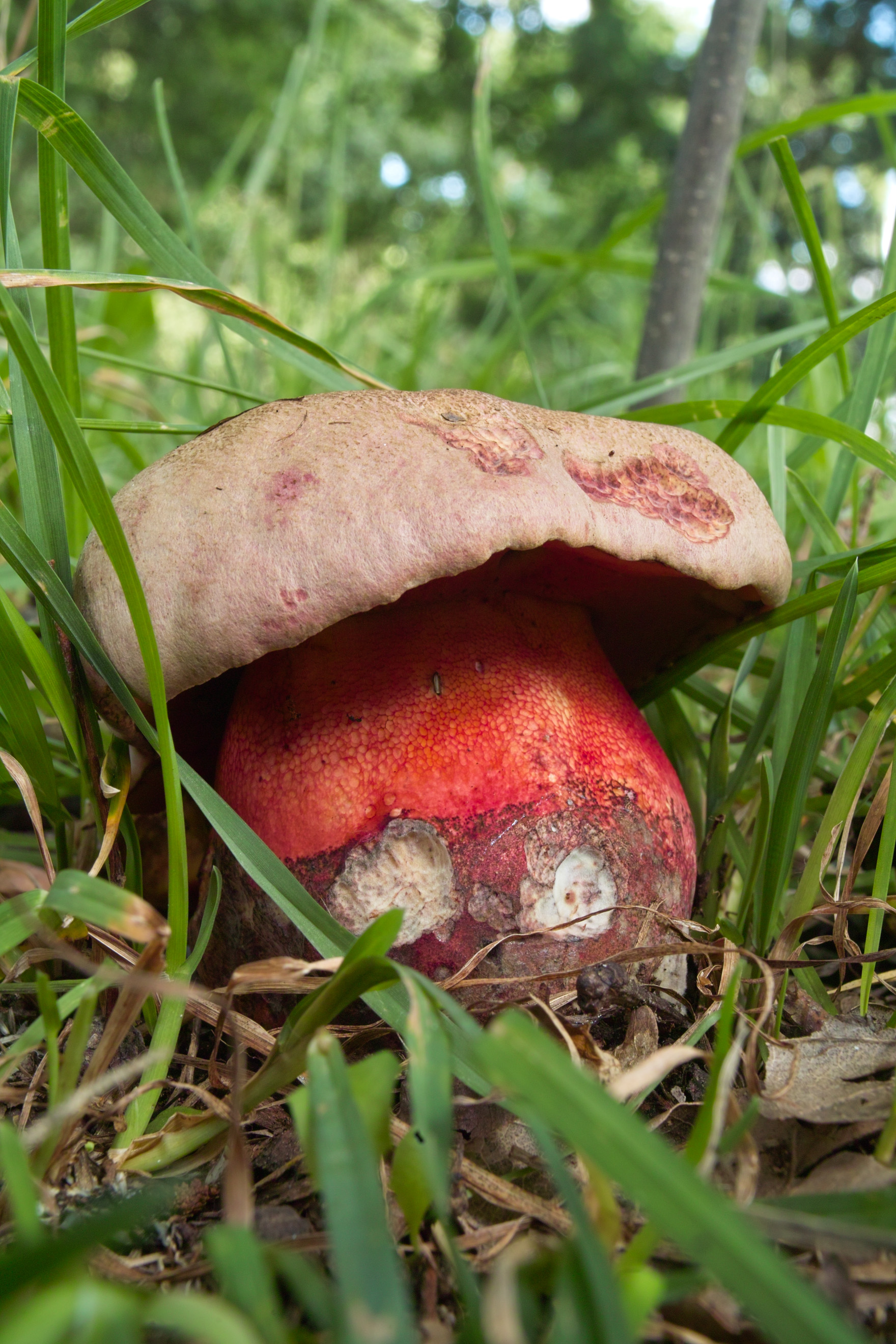
R. legaliae sin. B. satanoides
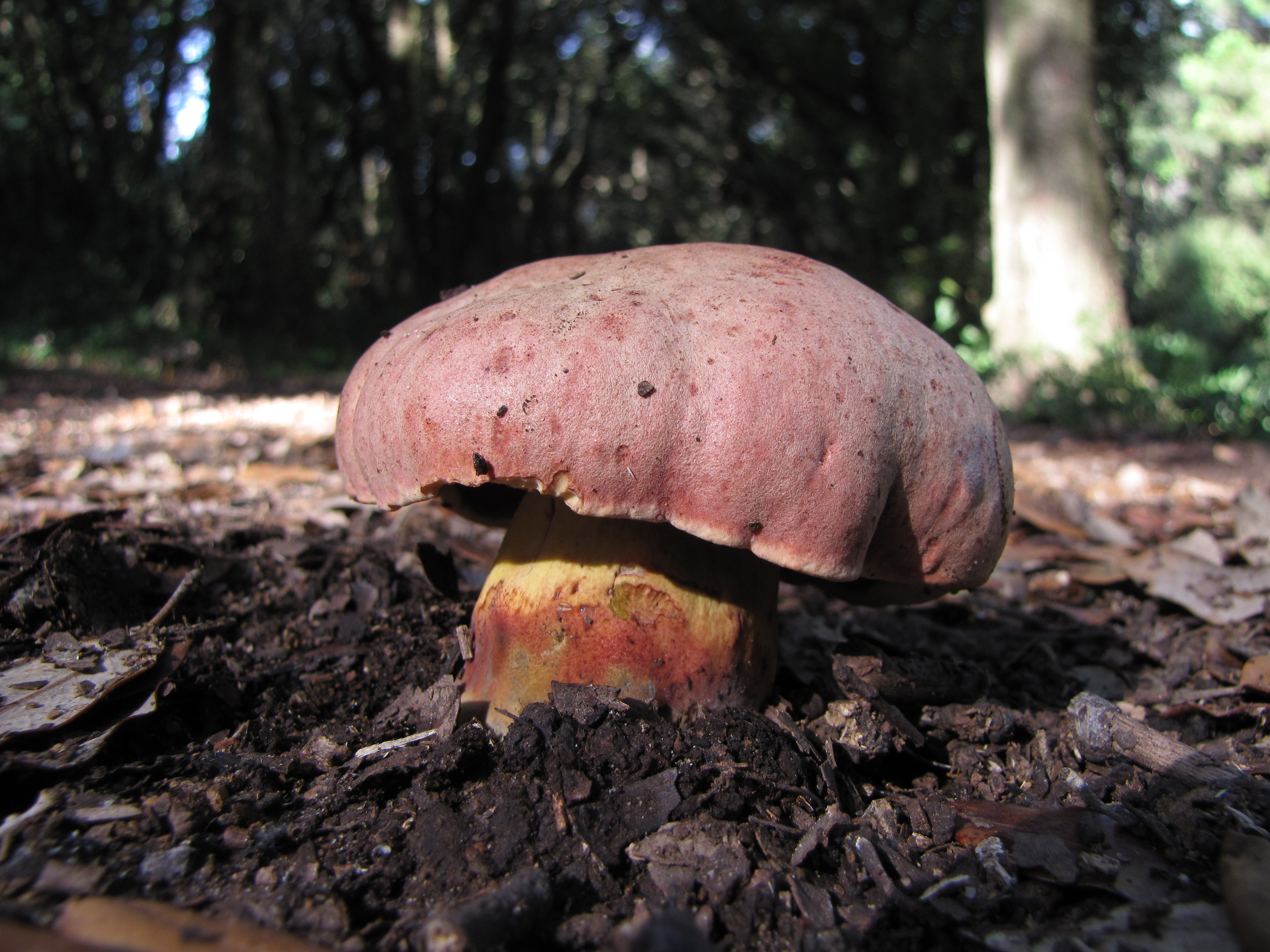
R. lupinus
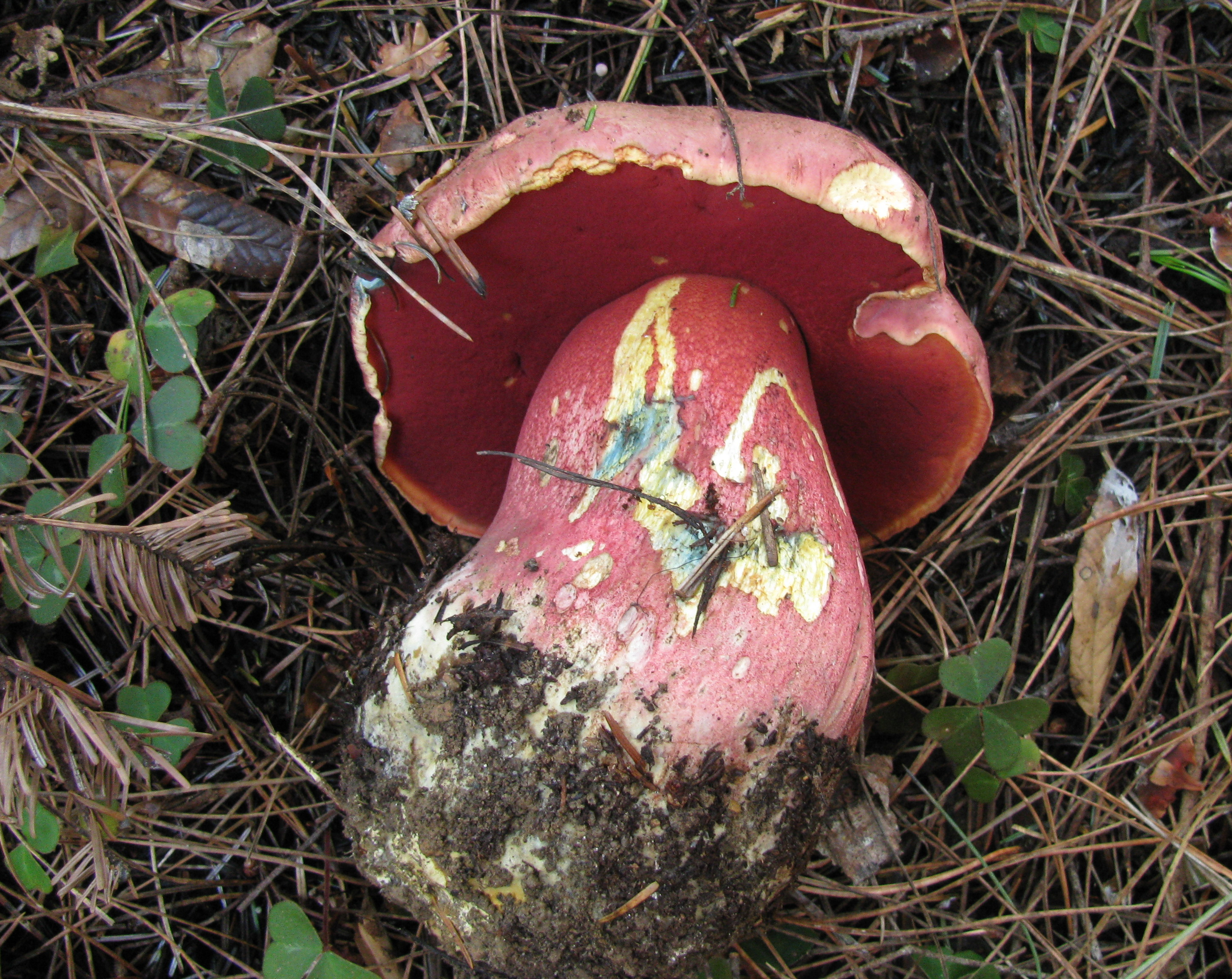
R. pulcherrimus

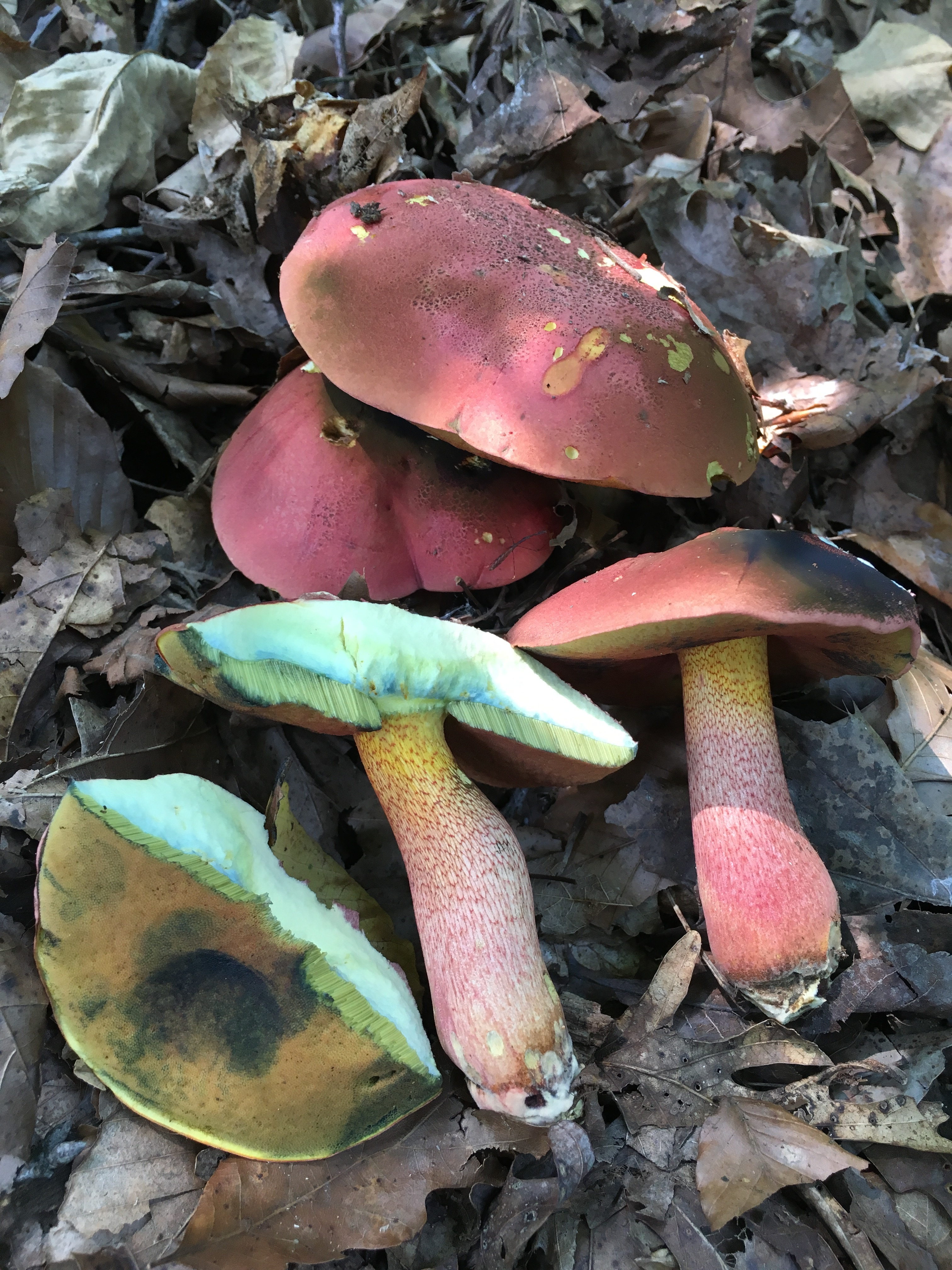
R. rhodosanguineus
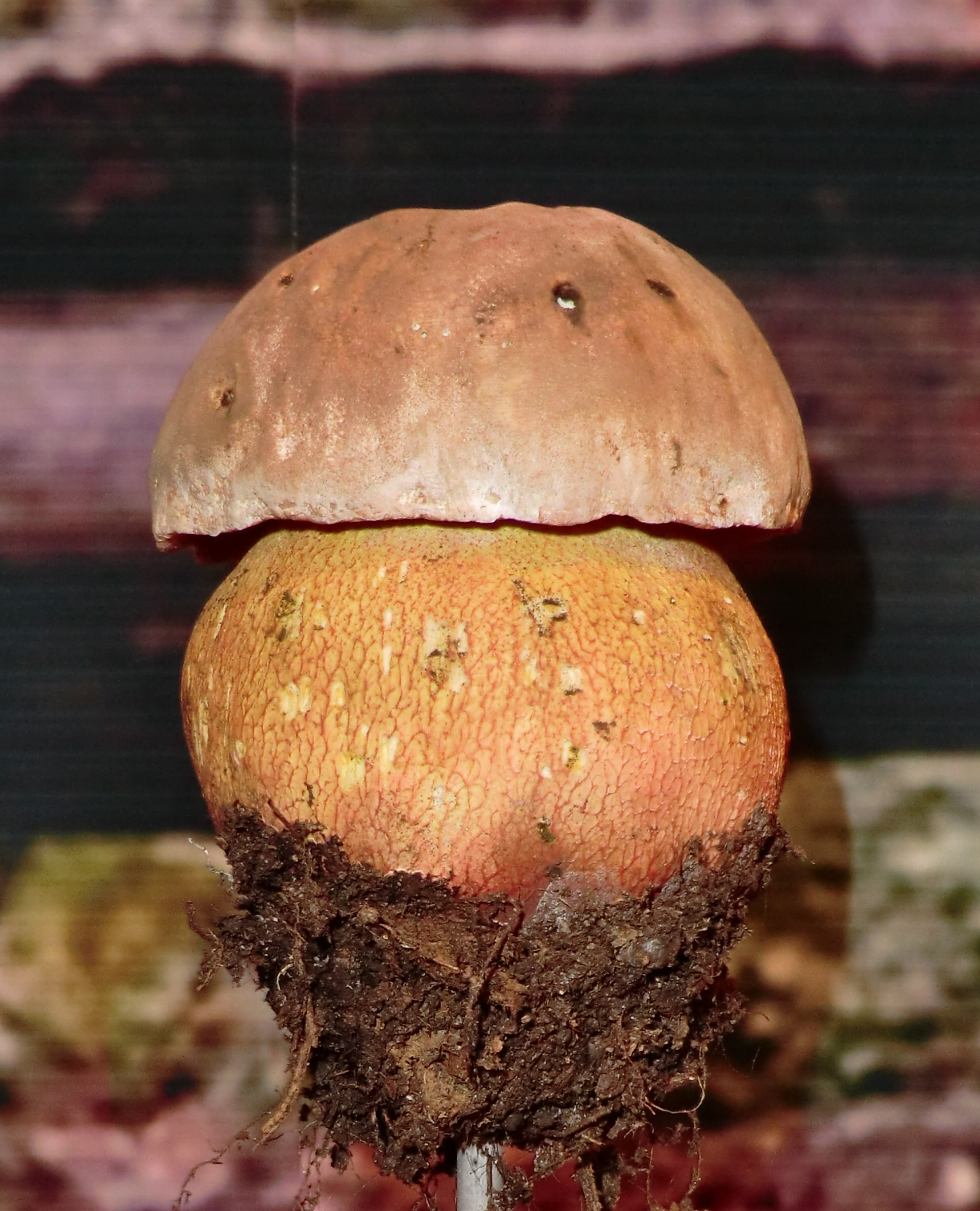
Boletus rhodoxanthus
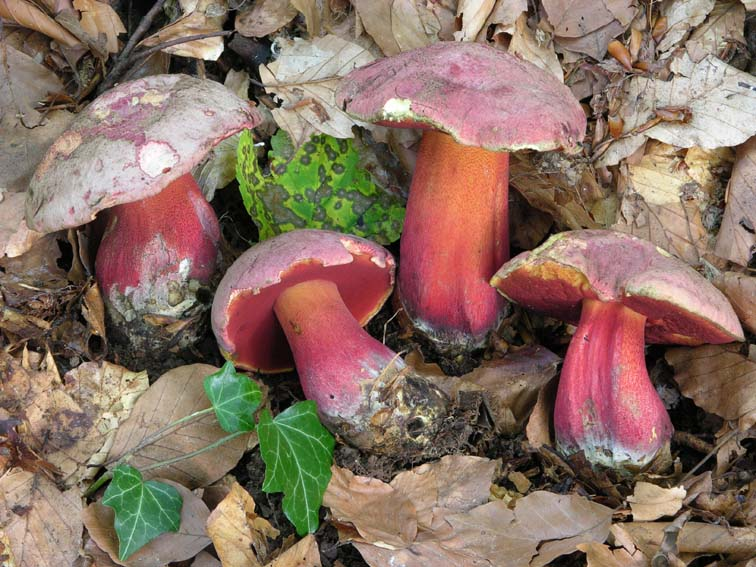
R. rubrosanguineus
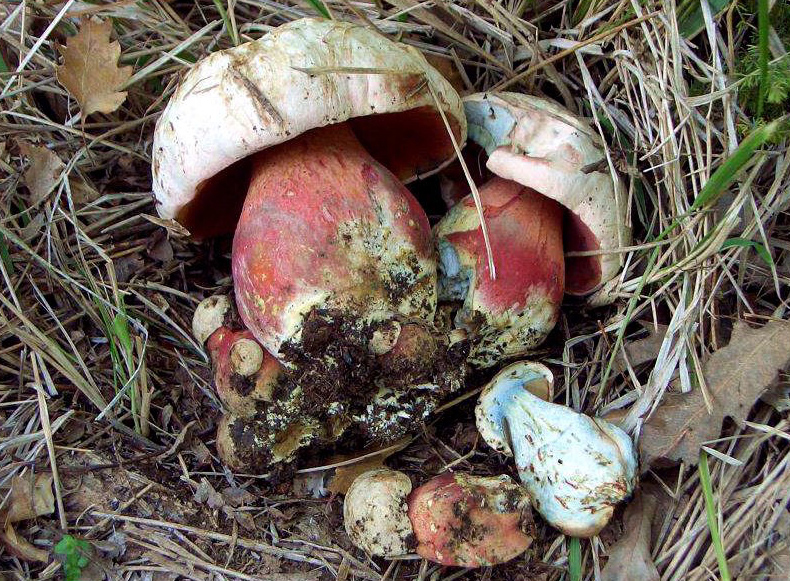
R. satanas
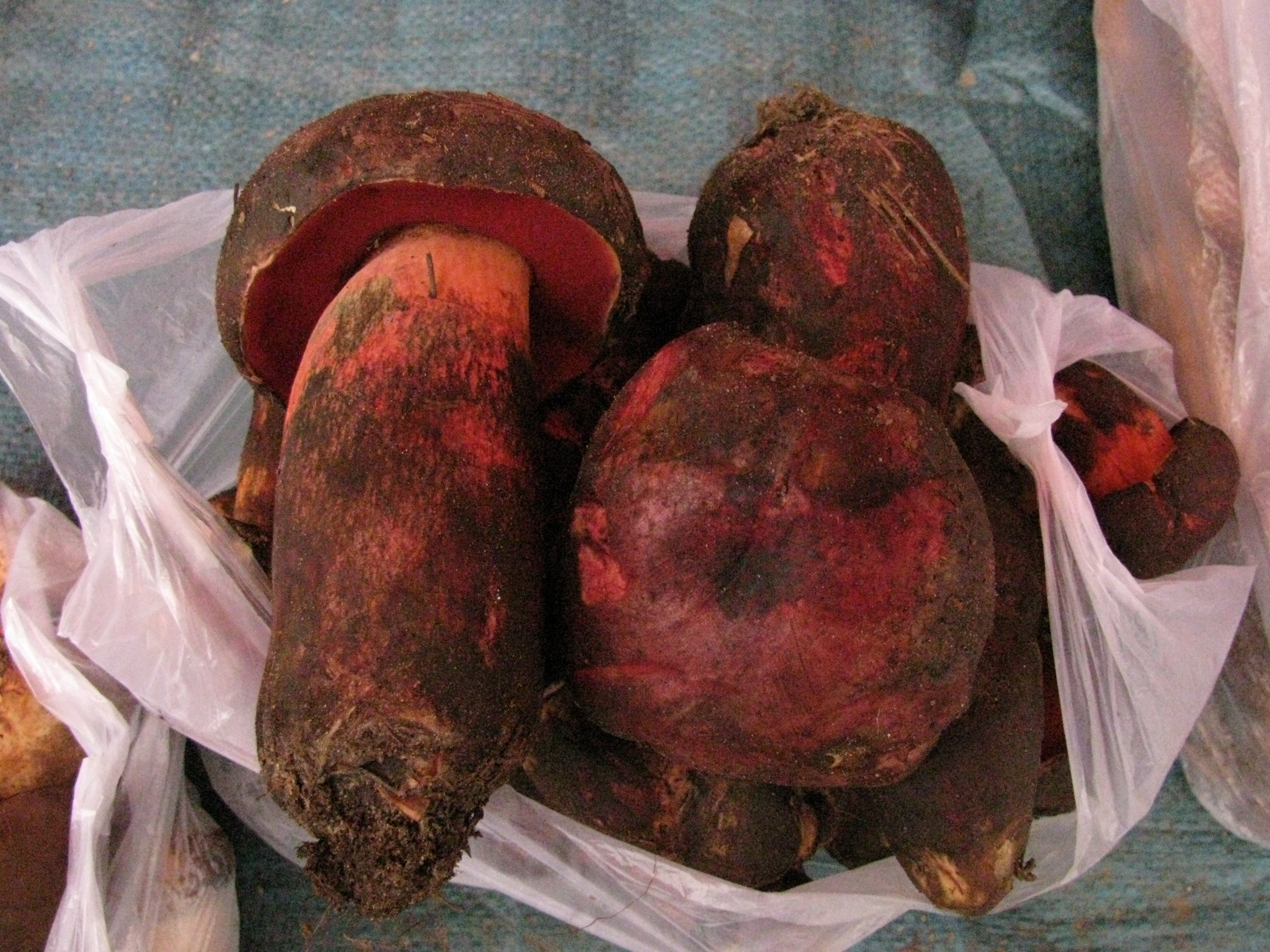
R. sinicus

## Valorificare
Cu siguranță toxice sunt Rubroboletus satanas precum speciile americane Rubroboletus pulcherrimus și Rubroboletus eastwoodiae. Despre următoarele specii ale genului se spune, ori, că sunt doar crud otrăvitoare, ori că sunt și fierte dăunătoare: 
- Rubroboletus legaliae sin. Boletus satanoides[16]
- Rubroboletus rhodoxanthus[17]
- Rubroboletus rubrosanguineus[18]

Imprecizia în calificare este cauzată probabil de marea asemănare între aceste specii. Comestibil pare să fie Rubroboletus dupainii.
Mai trebuie menționat, că tipul de specie Rubroboletus sinicus, văzut toxic pe scară largă, se vinde la piață în Yunnan.